# Alternativa Socialista (Estados Unidos)
Socialist Alternative es un partido político socialista de Estados Unidos.
Se identifica como una "organización nacional luchando en nuestros lugares de trabajo, comunidades y campus contra la explotación laboral e injusticias a las que la gente tiene que hacer frente cada día. Somos activistas de comunidad luchando contra los recortes de presupuesto en los servicios públicos; activistas y militantes unidos luchando por trabajos con un salario que de para vivir; somos personas de todos los colores hablando contra el racismo y el ataque a los inmigrantes; estudiantes organizándose contra el aumento de las tasas de matrícula y la guerra, mujeres y hombres luchando contra el sexismo y la homofobia".
Está activo en 20 ciudades en Estados Unidos como Nueva York, Mineápolis, Boston, Seattle, Nueva Orleans, Madison (Wisconsin), Tampa, Filadelfia y Mobile (Alabama).
Publica un boletín bimensual a escala nacional llamado "Socialist Alternative" y en los últimos años ha centrado su actividad alrededor de varias campañas sobre ejecuciones hipotecarias, educación pública, derechos sindicales, transporte público, el movimiento Occupy y la política electoral.Tras la ruptura con el Comité por una Internacional de los Trabajadores, forma parte de International Socialist Alternative, de la que es miembro fundador.
A finales de 2013, la activista Kshama Sawant fue elegida para el Seattle City Council, convirtiéndose en la primera socialista en ganar unas elecciones en Seattle desde que la radical Anna Louise Strong fuera elegida para el School Board en 1916.

## Publicaciones y boletines
- The Socialist Alternative – a national bi-monthly newspaper
- Boston Organizer – a local bi-monthly newsletter, produced in Boston, MA
- The Battle for Wisconsin – History and lessons from the working-class revolt of 2011 by George Martin Fell Brown (February 2012)
- Challenging the Two-Party System – Can a Left Alternative to Corporate Politics Be Built? by Tony Wilsdon (September 2010)
- Save Our Schools – The Fight to Defeat the Corporate Attack on Public Education by Tom Crean (2010)
- Struggle, Solidarity, Socialism! – Toward a New Direction for the Labor Movement by Alan Jones (October 2004)
- The Boeing Ripoff – Corporate Power & The Buying of the Washington State Legislature by By Tony Wilsdon & Jeff Moore (2004)
- Global Capitlaism and the Socialist Alternative – by Philip Locker (April 2000)
- A Fighting Program for Teamsters – by Tony Williams & Selvio Martinez
- Why We Need a Labor Party